# Rewe Group
Die Rewe Group (Eigenschreibweise: REWE GROUP) mit Sitz in Köln ist ein international tätiger Handels- und Touristikkonzern mit genossenschaftlichen Strukturen.
Rewe ist ein Akronym aus Revisionsverband der Westkauf-Genossenschaften.
Die Rewe-Zentralfinanz eG bildet die Konzernobergesellschaft; die operativen Geschäfte werden über die Tochtergesellschaft Rewe-Zentral-GmbH gesteuert; das internationale Geschäft ist unter dem Dach von Rewe International gebündelt. Zu den Vertriebslinien gehören beispielsweise Billa, Bipa, ADEG, Penny, Rewe, Toom, DER Touristik Deutschland sowie ITS Reisen und Lekkerland.

## Geschichte

### 1927–1945
1927 nahm der Revisionsverband der Westkauf-Genossenschaften (kurz Rewe) in Köln die Arbeit auf. Sein Geschäftszweck war die Förderung des Geschäfts selbstständiger Kaufleute durch den gemeinschaftlichen Einkauf von Waren zu wettbewerbsfähigen Konditionen. Zu den am häufigsten gehandelten Produkten der ersten Jahre zählten Haselnüsse, getrocknete Aprikosen und Rosinen. Um sich zusätzliche Vorteile im Wettbewerb zu sichern, begannen Einkaufsgenossenschaften in den 1930er Jahren, Einfluss auf die angeschlossenen Händler hinsichtlich der Ladenausstattung und Werbung zu nehmen. Vor diesem Hintergrund führte man im Jahr 1932 einen einheitlichen Schriftzug ein.
1935 schlossen sich mehrere Einkaufsgenossenschaften aus Mitteldeutschland Rewe an. Um weiteres Wachstum zu ermöglichen, wurden Bezirkszentralen gebildet, die bis heute das Rückgrat von Rewe bilden. In den 1930er Jahren wuchs Rewe immer stärker außerhalb des angestammten rheinisch-westfälischen Wirtschaftsraums; 1940 erreichte die Zahl der Genossenschaften (106) und ihrer Mitglieder (rund 8000) einen vorläufigen Höchststand. Der Zweite Weltkrieg bedeutete eine Zäsur für die Handelsgruppe, da wichtige Waren nur noch schwer zu beschaffen waren und viele Kaufleute zum Kriegsdienst an die Front mussten. Um die Probleme im angestammten Geschäft zu kompensieren, verlagerte Rewe seine Aktivitäten auf die Produktion. Im weiteren Verlauf wurden wichtige Teile der Verwaltung durch Bombenangriffe zerstört, sodass Rewe zum Kriegsende nahezu handlungsunfähig war.

### 1946–1972

Geschäftsanteil über 500 DM an der Rewe Lebensmittel-Großhandel eGmbH vom 20. Juli 1956

Nach Kriegsende nahm Rewe im August 1945 den Geschäftsbetrieb wieder auf. Nachdem zu Kriegszeiten die Zentrale aufgrund der damals näher rückenden Front nach Fredeburg und Bödefeld verlegt worden war, kehrte Rewe nun zum Neubeginn nach Köln zurück. Durch die Aufteilung Deutschlands in Sektoren war die Arbeit zunächst stark eingeschränkt, erst allmählich entstanden Zweigstellen in Westdeutschland und West-Berlin. Nicht alle Anbieter von Markenwaren konnten den Bedarf an Grundnahrungsmitteln decken, Probleme gab es unter anderem bei der Beschaffung von Zucker. Dies war einer der Gründe für die Einführung der ersten Handelsmarken im Jahr 1949. Unter der Marke Rewe Dreistern wurden Mehl, Rieselsalz und Tafelöl, unter Rewe Kronjuwel Margarine angeboten. Im Zuge des Wiederaufbaus stellte sich Rewe dezentraler auf. 1960 verzeichnete Rewe erstmals wieder über 100 Mitgliedsunternehmen.
Diverse Übernahmen von Supermärkten und Ketten in den 1960er und 1970er Jahren führten zu einer großen Vielfalt von Marken und Formaten. Vor dem Hintergrund der Konsolidierung des Lebensmittelhandels in Deutschland gab es 1971 Gespräche zwischen Rewe und Edeka über eine Fusion. Beide hätten gemeinsam rund ein Viertel des Marktes abgedeckt. Das Vorhaben wurde letztendlich jedoch nicht realisiert, unter anderem aufgrund kartellrechtlicher Bedenken. Nachdem die bisher weitgehend selbstständigen Regionalgenossenschaften bereits 1968 alle wichtigen Managementfunktionen an die Rewe-Zentrale abgetreten hatten, führte man 1972 das bis heute verwendete Partnerschaftsmodell ein. Die in eine Aktiengesellschaft umgewandelte Zentrale, deren Aktionäre die Großhandlungen sind, übernahm beispielsweise die Verkaufsförderung und andere zentrale Dienstleistungen. Sie erhielt so erheblich mehr Bedeutung. Der genossenschaftliche Prüfungsverband wurde auf die Finanzierung der Gruppe beschränkt.

### 1973–1996

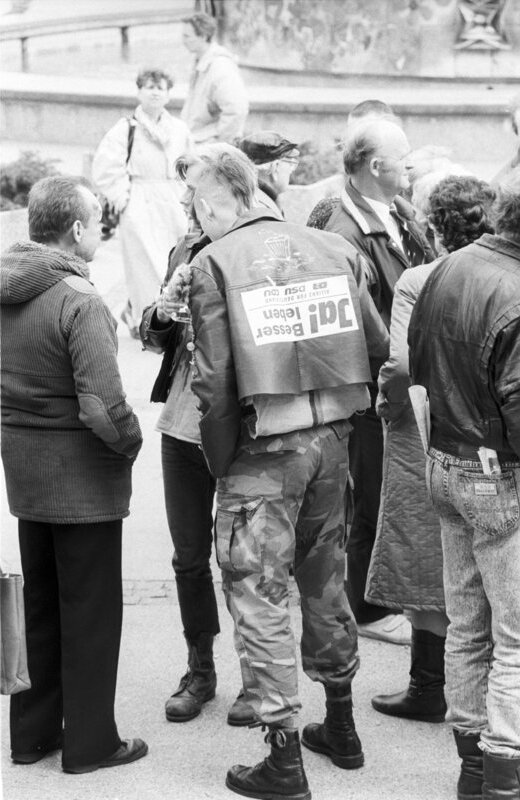
Eigenmarke ja! mit Slogan „Besser leben“ umgekehrt auf der Jacke eines Punks

Als entscheidend für die weitere Entwicklung erwies sich die Beteiligung an der Leibbrand-Gruppe. 1974 sicherte sich Rewe 50 Prozent und später 100 Prozent der Anteile des Unternehmens, zu dem unter anderem die Marken Penny oder Toom Baumarkt gehörten. In der Öffentlichkeit wurde die Unternehmensgruppe als Rewe-Leibbrand-Gruppe bezeichnet. Zwei Jahre danach überschritt der Umsatz von Rewe erstmals die Marke von zehn Milliarden Mark. Mit Berufung von Hans Reischl in den Zentralvorstand begann 1977 der Aufstieg des Managers, der Rewe in den nächsten Jahren entscheidend prägen sollte. 1979 erstritt Rewe vor dem Europäischen Gerichtshof ein wegweisendes Urteil für den freien Warenverkehr im EWR. Im Mittelpunkt der Entscheidung stand ein Likör, den Rewe trotz seines nach deutschen Gesetzen zu niedrigen Alkoholgehalts aus Frankreich importieren wollte (siehe: Cassis-de-Dijon-Entscheidung). 1982 wurde die Handelsmarke ja! eingeführt, um dem Konkurrenten Aldi eine Billigmarke entgegenzusetzen. 1983 schloss sich Kaiser + Kellermann der Handelsgruppe an, später beteiligte sich Rewe mit 75 Prozent am Unternehmen. Der Erwerb von 50 Prozent der Atlas-Reisebüros bedeutete den Einstieg in die Touristik-Branche. Zu einem weiteren Engagement in diesem Segment kam es Mitte der 1990er Jahre mit der Übernahme von ITS Reisen. Im Jahr 2003 wurde die Bon appétit Group (siehe Usego) übernommen. Nach der Deutschen Wiedervereinigung expandierte Rewe in die neuen Bundesländer. Erste Supermärkte entstanden beispielsweise in Weimar und Berlin. Nachdem man mit dem Aufbau von Supermärkten unter der Marke Penny in England, Italien, Spanien und Frankreich experimentiert hatte, übernahm Rewe im Jahr 1996 den österreichischen Konzern um Billa und Merkur. Die Handelsgruppe stellte sich mit diesem Schritt international auf und sicherte sich dauerhaft eine Präsenz in Ost- und Südeuropa.

### 1997–2006
Mit Veröffentlichung der Rewe-Website unter der Domain rewe.de im Jahr 1997 dehnte das Unternehmen seine Präsenz auf das Internet aus. 1999 gab die Deutsche Bahn bekannt, dass Rewe den Zuschlag für die Übernahme der Tochtergesellschaft Deutsches Reisebüro mit Wirkung zum 1. Januar 2000 erhalten habe. Das Unternehmen erzielte einen Umsatz von über fünf Milliarden Mark und hatte rund 4300 Mitarbeiter. Rewe avancierte zu einem führenden Anbieter der Touristik-Branche. Das Deutsche Reisebüro bildete den Grundstein für das zweite Standbein der Unternehmensgruppe neben dem angestammten Lebensmittelhandel. Durch das anhaltende organische Wachstum sowie weitere Übernahmen und Kooperationen erreichte der Umsatz in den 2000er Jahren Rekordwerte. Um die Verbundenheit zum Hauptsitz zu unterstreichen, wurde Rewe (Haupt-)Sponsor des 1. FC Köln.
Kurz nach Amtsantritt von Alain Caparros als Vorstandsvorsitzender der Rewe Group gab das Unternehmen seine angestammten Vertriebsmarken auf. Auf einen Schlag bekamen rund 2800 der über 3000 Supermärkte ein neues Logo. Von der Umbenennung der HL-, Deutscher-Supermarkt-, Minimal-, Otto-Mess-, Kontra-, Petz- und Stüssgen-Märkte in Rewe versprach man sich steigende Marktanteile. Die Zentrale der Handelsgruppe trat fortan unter dem Namen Rewe Group auf. Durch die Eröffnung neuer Märkte und die Übernahme von 300 Plus-Standorten baute Rewe seine weitreichende Präsenz im deutschen Markt abermals aus.

### seit 2007
Rewe experimentierte national und international immer wieder mit neuen Konzepten für den Lebensmittelhandel. Ein Beispiel dafür sind die Temma-Supermärkte, eine moderne Interpretation der Tante-Emma-Läden. 2011 startete „Rewe to go“ als Konkurrenz zu Fast-Food-Ketten; Schwerpunkt des Sortiments sind verzehrfertige Produkte wie Salate, Backwaren, Getränke und Kaffee. Nachdem sich die Reisesparte des Konzerns national und international erfolgreich etabliert hatte, wurde 2013 die DER Touristik Group als Dachgesellschaft für diesen Bereich ins Leben gerufen. Damit ersetzte die Marke DER den zuvor weniger bekannten Namen Rewe Touristik.
2013 gab die Rewe Group das Ziel aus, die spezifischen Treibhausgasemissionen bis 2022 im Vergleich zum Referenzjahr 2006 um die Hälfte zu senken. Im selben Jahr beteiligte man sich an Forschungsprojekten zur Verhinderung der massenhaften Tötung männlicher Eintagsküken. Das Unternehmen richtet seinen Fokus auf das „Seleggt-Verfahren“, das durch Entnahme eines Tropfens embryonalen Harns aus dem Brutei das Geschlecht frühzeitig bestimmt. Außerdem gründete die Rewe Group mit Rewe Digital eine Tochtergesellschaft für alle strategischen Online-Aktivitäten. Unter anderem sicherte man sich eine Beteiligung an commercetools und Zooroyal. 2017 kündigte die Rewe Group an, zusätzliche Milliarden in die Digitalisierung ihrer Geschäfte zu investieren. 2020 hat Rewe Digital ein Start-up ausgegründet, die OC Fulfillment GmbH, welche die Plattform fulfillmenttools vermarkten soll.
Gemäß Medienberichten verlautbarte die Rewe Group am 28. Mai 2019, den Großhändler Lekkerland vollständig übernehmen zu wollen. Damit solle das Geschäft mit Convenience Food gestärkt werden. Seit dem 9. Oktober 2019 gehört die Lekkerland AG & Co. KG mit Sitz in Frechen zu 100 % der Rewe Group.
| Zeitraum  | Vorstandsvorsitz | Zeitraum  | Aufsichtsratsvorsitz |
| --------- | ---------------- | --------- | -------------------- |
| seit 2017 | Lionel Souque    | seit 2015 | Erich Stockhausen    |
| 2006–2017 | Alain Caparros   | bis 2015  | Heinz-Bert Zander    |

## Struktur

### Gesellschaften
Die Rewe Group besteht aus zwei weitgehend unabhängigen Konzernen, deren Abschlüsse auf freiwilliger Basis zusammengefasst werden. Ihre Muttergesellschaften sind die Rewe-Zentral-Aktiengesellschaft und die Rewe-Zentralfinanz-Genossenschaft. Während sich die Rewe-Zentral-Aktiengesellschaft um zentrale Bereiche und den Großhandel kümmert, stellt die Rewe-Zentralfinanz-Genossenschaft die Finanzierung der gesamten Unternehmensgruppe sicher. In den Satzungen beider Konzerngesellschaften ist als Geschäftszweck der Handel mit Waren aller Art sowie der Betrieb von Touristikgeschäften fest verankert. Die Rewe-Zentral-Aktiengesellschaft und die Rewe-Zentralfinanz-Genossenschaft bilden zusammen mit ihren Tochtergesellschaften, Beteiligungen und assoziierten sowie verbundenen Unternehmen die Rewe-Handelsgruppe, deren größter Teil die Rewe Group ist.

### Management
Die Rewe-Zentral-Aktiengesellschaft und die Rewe-Zentralfinanz-Genossenschaft halten eine Haupt-/Generalversammlung ab, welche über die Grundzüge unternehmensbezogener Vorgänge entscheidet. Sie wählen die Mitglieder des Aufsichtsrats. Während das Gremium bei der Rewe-Zentral-Aktiengesellschaft paritätisch besetzt ist, wird der Aufsichtsrat der Rewe-Zentralfinanz-Genossenschaft von Kaufleuten kontrolliert. An seiner Spitze steht Erich Stockhausen. Die operative Geschäftsführung der Rewe Group obliegt dem Vorstand, dessen Zusammensetzung und Ressortverteilung bei beiden Konzerngesellschaften identisch ist. Nach dem Rückzug von Alain Caparros übernahm Lionel Souque den Vorsitz des Gremiums. Sein Stellvertreter ist Jan Kunath. Er wird Ende 2025 aus dem REWE Group-Vorstand ausscheiden. Des Weiteren gehören Sören Hartmann, Leiter des Bereichs Touristik, sowie Telerik Schischmanow, Finanzchef der Rewe Group, dem Vorstand an; ebenso seit 1. Juli 2022 Christoph Eltze, zuständig für Digitalisierung und die Technologie des Konzerns. Sein Vertrag läuft bis zum Jahr 2029.

### Beteiligungen
Die Beteiligungen der Rewe Group gliedern sich in konsolidierte, assoziierte und verbundene Unternehmen sowie Gemeinschaftsunternehmen. Sie haben ihren Sitz mehrheitlich in Deutschland, Österreich, der Schweiz und anderen europäischen Staaten. International ist die Rewe Group unter anderem in China und den Vereinigten Staaten aktiv. Im Geschäftsjahr 2016 wurden 385 Gesellschaften im Konzernabschluss konsolidiert. Bei den 1129 assoziierten Unternehmen handelte es sich größtenteils um die Betriebsgesellschaften deutscher Rewe-Märkte. Zu den 15 verbundenen Unternehmen, die nicht konsolidiert werden, gehört die Akzenta-Beteiligungsgesellschaft mit Sitz in Wuppertal. Unter den fünf Gemeinschaftsunternehmen ist ITS Coop Travel mit Sitz in Volketswil, die von der Rewe Group und dem Schweizer Handelsunternehmen Coop gegründet wurde.

## Vertriebslinien
Die Rewe Group gliedert ihre Vertriebslinien in die Kategorien Handel Deutschland, Handel International, Fachmarkt, Touristik und Sonstige. Der Schwerpunkt der Geschäfte der Rewe Group liegt traditionell in Europa.

### ADEG
Die ADEG Handelsaktiengesellschaft ist ein österreichisches Handelsunternehmen, das zur Rewe International gehört. Die Bezeichnung ADEG leitet sich von Arbeitsgemeinschaft der Einkaufsgenossenschaften ab.
| Land       | Märkte |
| ---------- | ------ |
| Österreich | 430    |

### Billa
Billa ist ein österreichisches Unternehmen des Lebensmitteleinzelhandels mit Sitz in Wiener Neudorf. Es wurde 1953 von Karl Wlaschek gegründet und entwickelte sich in den folgenden Jahrzehnten zum Marktführer in Österreich und expandierte international. 1996 übernahm die Rewe Group das Unternehmen zusammen mit seiner Schwestergesellschaft Merkur. Heute ist Billa eine Tochtergesellschaft und ein Vertriebsformat von Rewe International.
| Land       | Märkte |
| ---------- | ------ |
| Österreich | 1069   |
| Tschechien | 214    |
| Slowakei   | 140    |
| Bulgarien  | 130    |
| Ukraine    | 29     |

### Billa Plus
Billa Plus verfügt über 130 Märkte in Österreich und beschäftigt rund 9500 Mitarbeiter. Billa Plus gilt als österreichischer Marktführer im Verbrauchermarktsegment. Vor April 2021 flaggten die Märkte als Merkur.
| Land       | Märkte |
| ---------- | ------ |
| Österreich | 132    |

### Bipa
Bipa ist mit rund 600 Filialen einer der größten Drogeriefachhändler Österreichs. Nachdem sich Billa zu einem florierenden Unternehmen entwickelt hatte, gründete Wlaschek zur besseren Differenzierung seines Geschäfts die Drogeriekette Bipa.
| Land       | Märkte |
| ---------- | ------ |
| Österreich | 600    |
| Kroatien   | 125    |

### DER
Die DER Touristik Group bündelt seit 2013 alle Touristikgeschäfte der Rewe Group. Marken der DER Touristik Group sind beispielsweise ADAC Reisen, Dertour, Derpart, ITS Reisen, Jahn Reisen und Meiers Weltreisen. Die Geschichte der Unternehmensgruppe geht zurück auf das 1917 in Berlin gegründete Deutsche Reisebüro. Seit 2000 im Besitz der Rewe Group bildet die DER Touristik Group heute einen weitgehend unabhängigen Konzern innerhalb der Rewe Group.

### Penny
Penny ist ein international tätiger Discounter, der in Deutschland und sechs weiteren europäischen Ländern Filialen besitzt. Keimzelle des Unternehmens ist die 1973 gegründete Vertriebslinie der Leibbrand Gruppe, die seit 1989 vollständig zur Rewe Group gehört. Zum Ende des Geschäftsjahres 2016 hatte Penny in Deutschland 2148 Filialen, die in den letzten Jahren umfassend modernisiert wurden.
| Land        | Märkte |
| ----------- | ------ |
| Deutschland | 2123   |
| Tschechien  | 430    |
| Italien     | 465    |
| Österreich  | 320    |
| Rumänien    | 420    |
| Ungarn      | 240    |

### Rewe
Rewe ist mit 3700 Filialen einer der größten Lebensmittelhändler Deutschlands und Kernmarke der Rewe Group. Im Unterschied zu Penny und anderen Discountern verfügt Rewe über ein größeres Sortiment und einen größeren Anteil von Markenartikeln. Neben dem klassischen Filialnetz setzt Rewe immer stärker auf E-Commerce. 2011 wurde der Lieferservice gestartet, der seit einiger Zeit durch den Abholservice und den Marktplatz ergänzt wird.
Rewe Märkte werden je nach ihrer Größe als Rewe, Rewe city, Rewe to go oder Rewe Center geführt.
| Land        | Märkte |
| ----------- | ------ |
| Deutschland | 3700   |
| Luxemburg   | 1      |

### Toom Baumarkt
Der erste Baumarkt unter dem Namen Toom wurde 1978 in Frankfurt am Main eröffnet. 1997 übernahm die Rewe Group die Klee Gartencenter und führte sie mit Toom zusammen. Mit einem Wuppertaler Baumarkt legte Toom 1999 den Grundstein für die Discount-Marke B1.
| Land        | Märkte |
| ----------- | ------ |
| Deutschland | 330    |

### Nahkauf
Nahkauf ist eine Marke der Rewe Group, unter der von eigenen Gesellschaftern kleinere Supermärkte betrieben werden. Ziel ist die lokale Nahversorgung.
| Land        | Märkte |
| ----------- | ------ |
| Deutschland | 460    |

### IKI
Die Beteiligung am Betreiber der zweitgrößten litauischen Supermarktkette „IKI“ UAB Palink, liegt zu 93,75 % bei der Rewe Group.
| Land    | Märkte |
| ------- | ------ |
| Litauen | 243    |

## Ehemalige Vertriebslinien

### Bolle, Comet, extra
Mit Wirkung zum 1. Januar 2005 verkaufte die Metro AG 119 Extra-Standorte, welche vor allem in Süddeutschland angesiedelt waren, an die Rewe Group.
Am 1. Juli 2008 übernahm Rewe die restlichen Extra-Verbrauchermärkte mit 9.700 Mitarbeitern von der Metro AG. Das Bundeskartellamt genehmigte den Kauf am 28. März 2008 ohne Auflagen. Der Name Extra verschwand zum 16. März 2009, ab 2011 ebenso die Franchisemarken Comet und Bolle durch Umflaggung der Märkte auf Rewe, toom Markt und Kaufpark.

Logo von Bolle
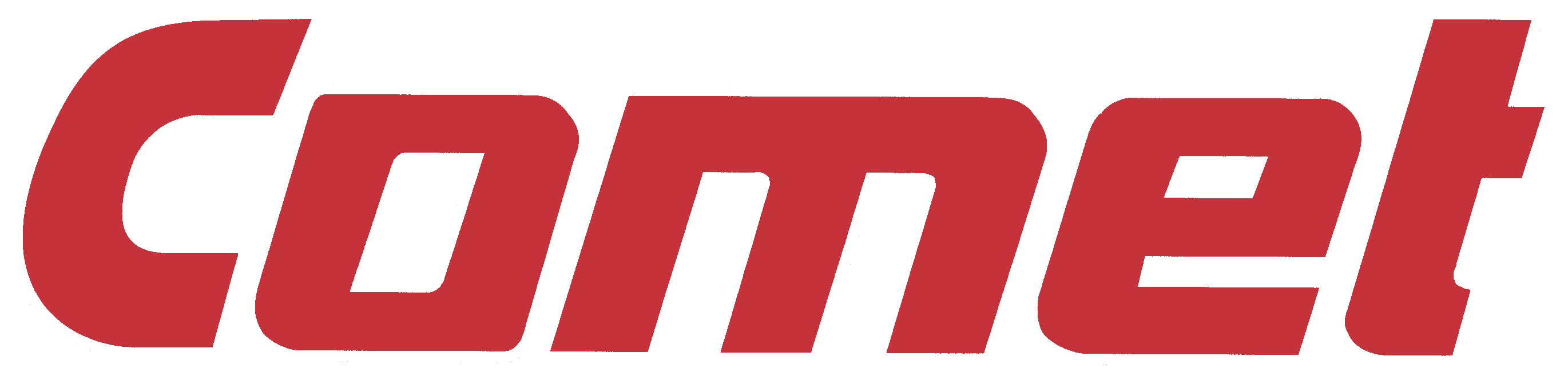
Logo von Comet
Logo von extra

### Globus
1967 eröffnete das erste SB-Warenhaus unter der Globus-Flagge (nicht zu verwechseln mit dem namensgleichen Unternehmen Globus aus dem Saarland). Mit Wirkung zum 1. Januar 2005 wurde die Kaiser + Kellermann OHG mit 38 Globus SB-Warenhäusern zu 100 Prozent übernommen. Die Häuser wurden in den nächsten Monaten auf toom Markt umgeflaggt.

### HL-Markt, toom-markt, Deutscher-Supermarkt und miniMal
Die Leibbrand-Gruppe war ein Handelsunternehmen aus Bad Homburg. Sie wurde 1961 von Willi Leibbrand gegründet und 1989 in die Rewe Group eingegliedert. Die Vertriebslinien der Leibbrand-Gruppe HL-Markt, toom-markt, Deutscher-Supermarkt, Otto Mess, Hill und miniMal wurden von der Rewe Group als miniMal, HL-Markt oder Rewe weitergeführt. 2006 gab die Rewe Group eine komplette Umstrukturierung des Konzerns und der Vertriebslinien bekannt. Seitdem flaggen die Supermärkte einheitlich als Rewe-Märkte.

Logo von HL-Markt
Logo von toom markt
Logo der HL-Deutscher-Supermärkte nach Übernahme
Logo Otto-Mess-Märkte
Logo von miniMal

### Kafu
Die norddeutsche Handelskette Kafu-Wasmund wurde von Franz Peter Wefing (1928–2016), der bereits Anfang der 1950er-Jahre einen ersten Discounter führte, gegründet. Der erste unter Kafu geflaggte Supermarkt eröffnete dabei am 9. September 1975 in Bremen-Osterholz. Bis Mitte der 1980er-Jahre entstanden insgesamt 26 Kafu-Märkte. 1985 entschied sich Wefing zum Verkauf des gesamten Unternehmens für 45 Millionen Mark an eine Bank, wobei diese die Kette nur verdeckt für die co op AG (vgl. co op-Skandal) erwarb. 1992 wurde Rewe Eigentümer der Kette. Wann die letzte Filiale umflaggte, ist unbekannt, vermutlich jedoch nach 2003.

### Merkur
Die Merkur Warenhandels AG wurde im Jahr 1969 von Karl Wlaschek gegründet und war seit 1996 Teil der Rewe International AG. Merkur verfügte über 130 Märkte in Österreich und beschäftigte rund 9500 Mitarbeiter. Merkur galt als österreichischer Marktführer im Verbrauchermarktsegment. Im April 2021 wurde MERKUR auf BILLA PLUS umgeflaggt.

### Sky, TopKauf und Plaza
An der Supermärkte Nord Vertriebs GmbH & Co. KG, mit den Marken: Sky, Sky-Center, Sky-XXL und TopKauf hielt die Rewe-Gruppe 55 %, die Coop eG 45 % bis zum Jahresende 2018. Die Vertriebslinie Plaza wurde ab 2013 als Name für die Gebäude, in denen sich die Warenhäuser z. T. befanden, unter dem Namen Plaza Center beibehalten. Das operative Geschäft betreibt die Rewe-Gruppe, ein Teil der Immobilien gehören der Coop eG. Bis Mitte 2019 erfolgte eine Vereinheitlichung des Markenauftritts durch Umflaggung der Märkte auf Rewe und Nahkauf. Die unter Plaza Bau- und Gartencenter geführten Baumärkte wurden an Hagebau verkauft. Laut Lebensmittelzeitung hat die Rewe zum Jahreswechsel 2018/2019 ihren Anteil an der Supermärkte Nord GmbH auf 65 % aufgestockt. 35 % verblieben vorerst noch bei der coop eG. Im Juni 2019 gab die coop eG ihren Rückzug aus dem Unternehmen bekannt und verkaufte ihre restlichen Anteile an die Rewe Group. Seit Januar 2020 ist die ehemalige Supermärkte Nord Vertriebs GmbH & Co. KG zu 100 % in die Rewe Group integriert.

Logo von sky
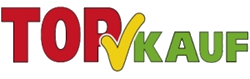
Logo von TopKauf
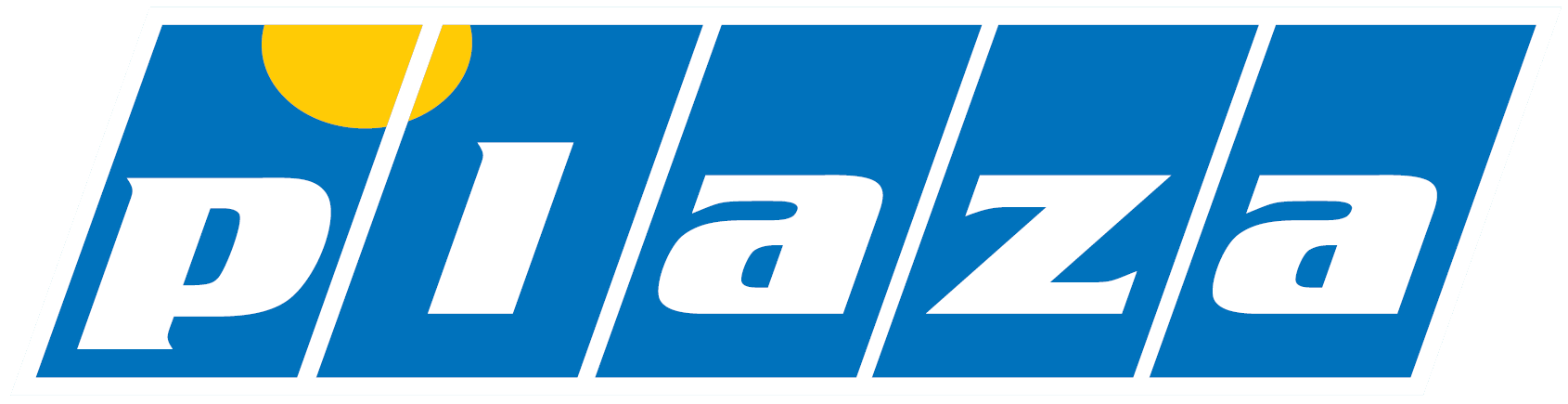
Logo von Plaza

### Stüssgen
Seit 1984 gehörten die Märkte der 1897 gegründeten Kette zu Rewe, 1989 schlossen die restlichen, nicht übernommenen Filialen. 2005 wurden die meisten Stüssgen-Filialen auf das Minimal-Konzept umgeflaggt und dabei modernisiert. Danach gab es Stüssgen-Märkte nur noch in wenigen Kölner und Bonner Stadtteilen. Im Rahmen der neuen strategischen Ausrichtung der Rewe Group wurden die letzten verbliebenen Stüssgen-Filialen gemeinsam mit den Minimal-Filialen am 25. September 2006 zu Rewe-Filialen. Die Existenz von Stüssgen wurde mit diesem Tag beendet.

### toom-Getränkemarkt
Unabhängig von den SB-Warenhäusern unter dem Namen toom sowie den gleichnamigen Baumärkten betrieb die Rewe bis Ende 2020/Anfang 2021 toom-Getränkemärkte. Diese wurden u. a. an alldrink und Getränke Hoffmann verkauft.

## Übernahmen

### Delhaize
In Deutschland gab es in der Zeit von 2003 bis 2009 vier Delhaize-Märkte der Lebensmittel-Kette aus Belgien. Zwei Märkte befanden sich jeweils in Aachen (seit 2003) sowie in Köln; 2006 eröffnete eine Filiale in Köln-Mitte und die bis dato letzte Filiale wurde am 18. Oktober 2007 in Köln-Braunsfeld eröffnet. Am 19. Januar 2009 gab Delhaize auf Anfrage bekannt, dass die Filialen in Aachen und Köln verkauft werden sollen. Zunächst hieß es noch, man suche eine Nachfolgelösung, in der das grundsätzliche Konzept und insbesondere die Feinkostabteilung weiterbestehen sollten; zum 26. August 2009 wurden alle vier Häuser von der Rewe Group übernommen. Mittlerweile sind alle vier Märkte in die Rewe-Märkte integriert.

### Kaiser’s Tengelmann

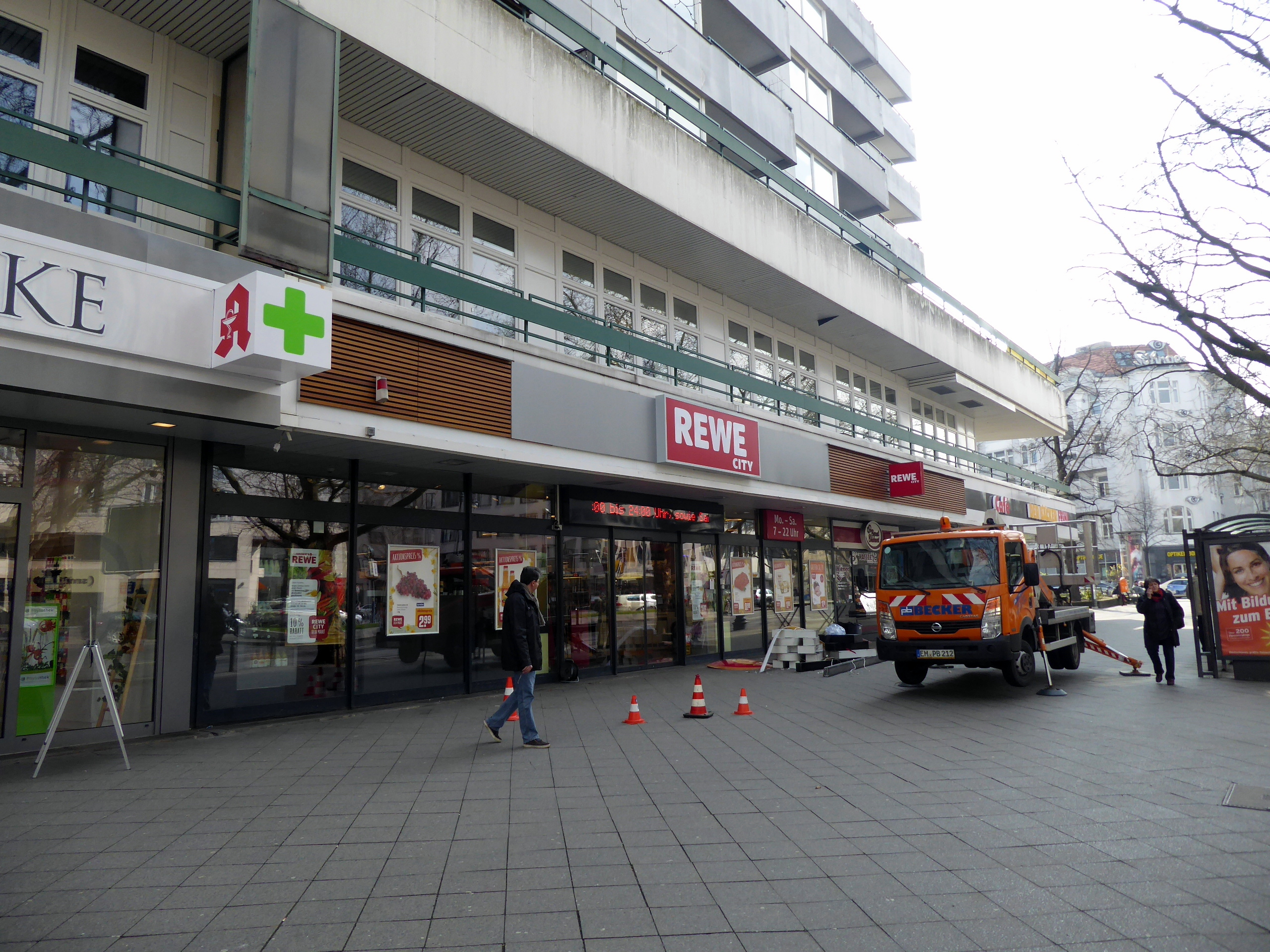
Der Rewe-Markt am Kurfürstendamm, am 30. März 2017, dem Tag der Umflaggung. Auf dem Fußweg liegen Reste der Außenwerbung von Kaiser’s

Im Zuge der Übernahme von Kaiser’s Tengelmann durch Mitbewerber Edeka gab dieser 64 Filialen, darunter 60 Filialen in Berlin und Umland an Rewe weiter. Bereits 2010 übernahm Rewe 65 Filialen von Kaiser’s Tengelmann im Ballungsraum Rhein-Main-Neckar.